# Sant Roc (Manyanet)
Sant Roc de Manyanet era una ermita del poble de Manyanet, pertanyent al terme de Sarroca de Bellera, del Pallars Jussà, dins del territori de l'antic terme de Benés.
Estava situada al nord del poble del Mesull i a ponent del de Manyanet, en un coster al sud del Serrat de Sant Roc.